# Opalia bardeyi
Opalia bardeyi is een slakkensoort uit de familie van de Epitoniidae. De wetenschappelijke naam van de soort is voor het eerst geldig gepubliceerd in 1912 door Jousseaume.